# Distrito de Chacayán
El Distrito de Chacayán es uno de los ocho distritos que conforman la provincia de Daniel Alcides Carrión, ubicada en el departamento de Pasco, bajo la administración del Gobierno Regional de Pasco, Perú.
Desde el punto de vista jerárquico de la Iglesia católica forma parte de la Diócesis de Tarma, sufragánea de la Arquidiócesis de Huancayo.

## Toponimia
Caben las siguientes alternativas: 
1. De shaqayan del verbo quechua shaqay --> acumularse pedruscos o arenilla
2. De tsakayan ( quechua) del verbo runasimi tsakay --> colocar travesaños de puente sobre río o riachuelo o quebrada[2]

## Historia
El distrito fue creado mediante Ley N° 3029, del 30 de diciembre de 1918, en el gobierno del Presidente José Pardo y Barreda.

## Geografía
Ubicado en la región Sierra , con una superficie aproximada de 153,07 km² a 76 km de Cerro de Pasco, con acceso por carretera afirmado.

## Capital
Es el pueblo de Chacayán, ubicado a 3 357 m s. n. m.

## Autoridades

### Municipales
- 2023- 2026[3]
  - Alcalde: Rudi Fuster Mateo, del Movimiento Regional Pasco Verde.
  - Regidores:

  1. Andrés Huerta Salazar (Podemos por el Progreso del Perú)
  2. Lida Jaco Salazar de Fuster (Podemos por el Progreso del Perú)
  3. Franklin Muñoz Ortega (Podemos por el Progreso del Perú)
  4. Alejo Julián Charry Adrián (Podemos por el Progreso del Perú)
  5. Ever Miguel Travezaño Santos (Alianza para el Progreso)

Alcaldes anteriores
- 1964 - 1966: Sixto Vivar Fashé, de la Coalición APRA - UNO.
- 1967 - 1969: Tomás José Martínez Huanca, de la Coalición APRA - UNO.
- 1969 - 1980: Gobierno militar.
- 1981 - 1983: Oscar Rosas Jara, de Partido Aprista Peruano.
- 1984 - 1986: León Justiniano Ángel, del Partido Aprista Peruano.
- 1987 - 1989: Esteban Huanca Torres, de L.I. N° 5.
- 1996 - 1998: Flavio Rojas Ortega, de L.I. Nro 11 Movimiento Independiente de Integración y Desarrollo Regional.
- 1999 - 2002: José Antonio Raymundo Justiniano, de Unión Carrionina.
- 2003 - 2006: Esteban Huanca Torres, del Movimiento Independiente "Líderes Unidos Nueva Alternativa".
- 2007 - 2010: Esteban Paredes Mateo, del Partido Democrático Somos Perú.
- 2011 - 2014: Freddy Ever Raymundo Justiniano, de la Alianza Perú Posible.
- 2015 - 2018: David Salazar Jara, del Movimiento Regional Frente Andino Amazónico.

### Policiales
- Comisario: ALFEREZ  PNP.